# Digão
Rodrigo Izecson dos Santos Leite, bedre kendt som Digão, (født 14. oktober 1985) er en brasiliansk fodboldspiller, som spiller for AC Milan. Digão har tidligere spillet for Rimini Calcio F.C.. Han er lillebror til Kaká og fætter til Vejle Boldklubs Eduardo Delani Santos.[kilde mangler]